# Macramé 2004
Macramé 2004 è stato un campo scout internazionale per ragazzi dai 12 ai 16 anni, tenutosi dal 4 al 13 agosto 2004 nella base scout "Il Rostiolo" di Vara Inferiore (SV) e a Genova.
L'evento, che faceva parte delle iniziative di Genova capitale europea della cultura, era riconosciuto dall'OMMS (WOSM) e dall'AMGE (o WAGGGS), le maggiori organizzazioni mondiali di scautismo e guidismo.

## Tema e partecipazione

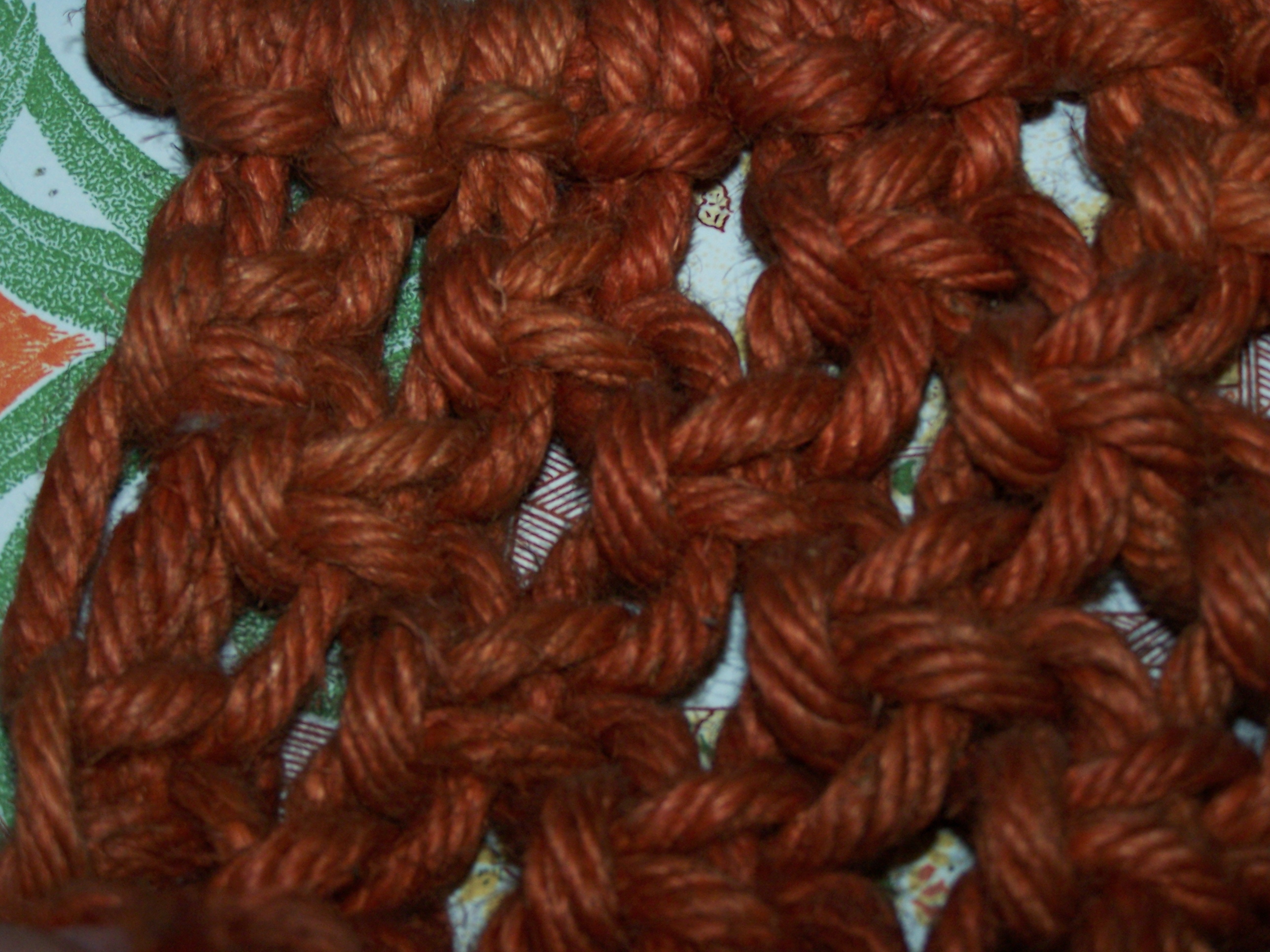
Intreccio di un macramè.

L'obiettivo del campo era quello di favorire lo scambio di culture (come il macramè è un intreccio di fili, si voleva creare un intreccio di culture) tra i paesi dell'area mediterranea (da cui il motto Un mare di cultura).
Al campo hanno partecipato 1159 persone (di cui 702 ragazzi, 131 capi e 326 persone dello staff), provenienti da 17 paesi (non solo dell'area mediterranea) e di sei diverse religioni (anglicana, cattolica, musulmana, protestante metodista e ortodossa).
- Bosnia ed Erzegovina
- Bulgaria
- Croazia
- Egitto
- Francia
- Giordania
- Grecia
- Italia
- Libano
- Malta
- Marocco
- Polonia
- Portogallo
- Regno Unito
- Spagna
- Thailandia
- Tunisia

Il logo dell'evento, oltre al nome e il motto dell'evento, era costituito da:
- un sole giallo (simbolo di spiritualità)
- una tenda verde (simbolo dello scouting)
- un mare blu (simbolo del mar Mediterraneo)
- una freccia rossa (simbolo delle relazioni)

## Preparazione
L'idea per Macramé 2004 è nata nel 2000 da parte dell'AGESCI Liguria per realizzare un piccolo jamboree dei paesi dell'area mediterranea nell'ambito delle iniziative come capitale europea della cultura del 2004.
Alla preparazione dell'evento (inserito all'interno del progetto regionale dell'AGESCI Liguria) si sono poi unite le sezioni liguri del CNGEI e del MASCI.
Tra le attività di preparazione ci sono state le due prove della caccia al tesoro a Genova: nella prima, effettuata il 29 febbraio 2004, diverse squadriglie di ragazzi del basso Piemonte hanno compiuto un percorso a tappe nei punti significativi del centro storico genovese approfondendo sia le capacità di orienteering che le conoscenze della storia e cultura della città, obiettivi dell'attività che sarebbe stata poi svolta durante il campo.

## Organizzazione
L'evento, organizzato da AGESCI, CNGEI e MASCI, ha avuto il sostegno economico di tutte le istituzioni come la regione, le province (Genova e Savona) e i comuni (Genova, Urbe, Sassello), più altre associazioni, ditte e aziende sponsor. Grazie a questo sostegno gli organizzatori sono riusciti a fissare una quota di partecipazione al campo di 150 euro per 10 giorni, che ha permesso la partecipazione anche di ragazzi e capi provenienti da paesi molto distanti come Canada e Thailandia.
La base Il Rostiolo di Vara era estesa su circa 60.000 m2 di prati e 20.000 m2 di boschi; in questo territorio tutti i reparti partecipanti erano divisi in 4 sottocampi (ognuno con il nome di un nodo), che durante il giorno partecipavano alle attività suddivisi in questo modo:
- due sottocampi partecipavano agli atelier;
- un sottocampo andava a Genova per attività di conoscenza della città;
- un sottocampo praticava un'escursione fuori dal campo.

## Programma e attività
Il campo è durato dal 4 al 13 agosto.
Nell'inaugurazione del 4 agosto a Genova, durante la giornata c'erano uno stand interattivo e visite guidate della città, mentre la sera si è tenuto uno spettacolo in Piazza Matteotti, con artisti di strada della compagnia ATMO e l'orchestra scout.
Durante il campo svoltosi a Vara Inferiore i reparti prendevano parte alle attività organizzate, mentre dalle 18:00 in poi erano autonomi nell'uso del proprio tempo. I ragazzi potevano partecipare a 6 atelier tra i 26 disponibili:
Espressione
- Balli popolari liguri
- Espressione corporea
- Gioco teatro
- Marionette
- Maschere di gesso
- Murales
- Musica

Mani abili
- Carretti
- Castelli umani
- Costruzioni
- Creazioni manuali
- Gastronomia
- Magliette
- Mongolfiere

Sociale
- Gioco pace
- Gioco riciclaggio
- Gioco risorse idriche
- Giornalino
- Internet
- Radio
- Razzo spaziale

Sport
- Climbing e bouldering
- Fun
- Hebertismo e accrobranche
- Mountain bike
- Orienteering

Le altre attività organizzate erano:
- un'esplorazione notturna (dalle 20:00 alle 08:00), con costruzione di un rifugio e pernottamento all'adiaccio[2][7];
- una caccia al tesoro per le vie di Genova (provato anche due volte nei mesi prima del campo), con l'appoggio anche di uno stand in città con una mostra sullo scautismo[2][3];
- un cammino di spiritualità basato sul tema della Legge scout[2][3].

L'8 agosto inoltre era il cosiddetto "open day", ovvero una giornata aperta a chiunque avesse voluto visitare il campo. Durante la giornata è stata celebrata una Messa da parte degli assistenti dei gruppi e dei vescovi e sacerdoti locali (con letture e omelia in diverse lingue per favorire il coinvolgimento e la partecipazione), sono stati allestiti degli stand di presentazione di tradizioni e attività della propria nazione, ed alla sera è stata realizzata una veglia interreligiosa sul tema della fratellanza scout e della pace.